# جون بيفيريدغ
جون بيفيريدغ (بالإنجليزية: John Beveridge) هو مجدف بريطاني، ولد في 1936 في Crosby, Merseyside ‏ في المملكة المتحدة، وتوفي في 12 أبريل 2016.